# Regiunea Timișoara

Regiunea Timişoara în cadrul împărţirii administrative a României 1950-1952

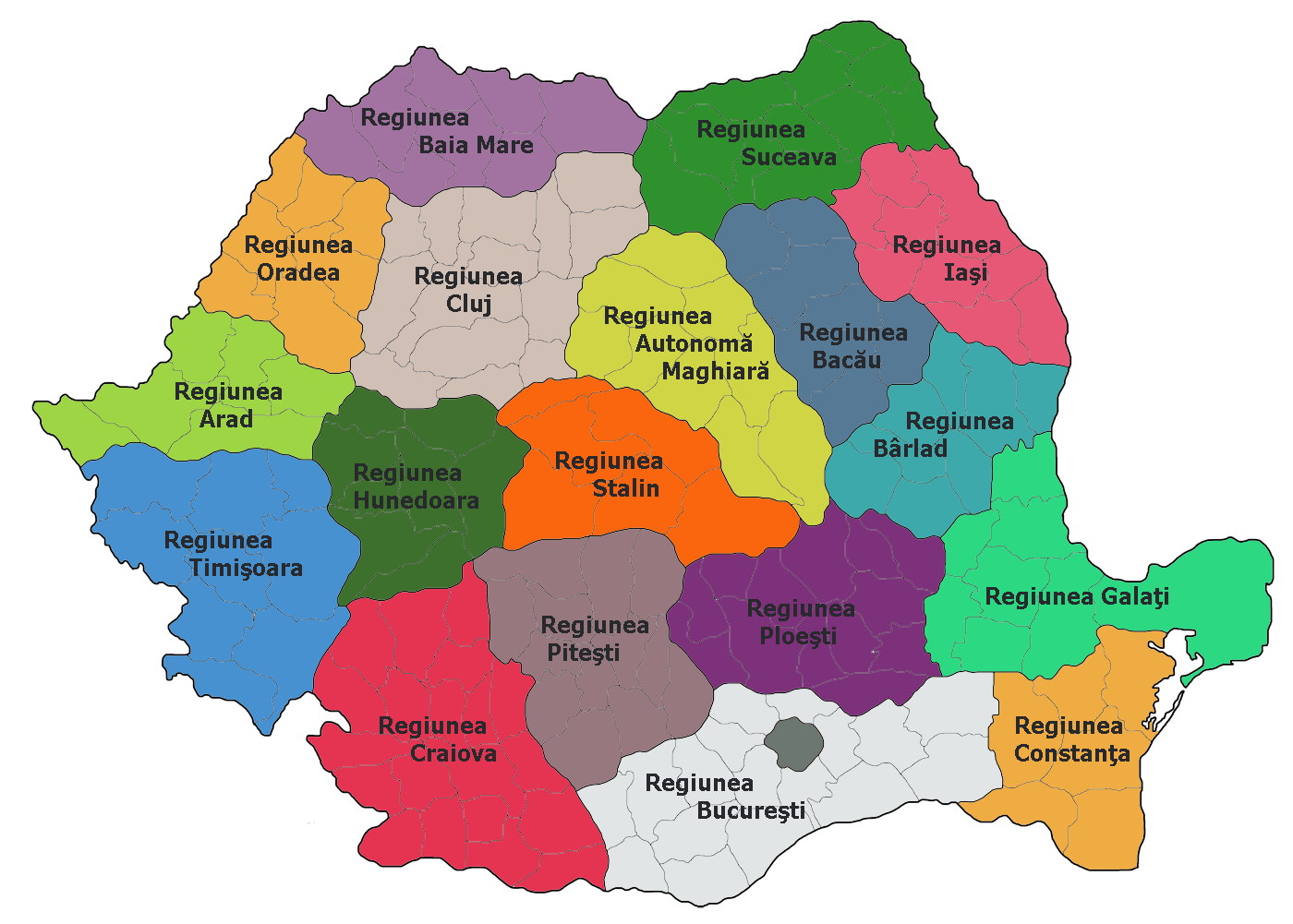
Regiunea Timişoara în cadrul împărţirii administrative a României (1953)

Raioanele Regiunii Timişoara

Regiunea Timișoara a fost o diviziune administrativ-teritorială situată în sud-vestul Republicii Populare Române, înființată în anul 1950, când au fost desființate județele (prin Legea nr.5/6 septembrie 1950). Ea a existat până în anul 1960, când s-a înființat regiunea Banat.

## Istoric
Reședința regiunii a fost la Timișoara, iar teritoriul cuprindea inițial o suprafață doar cu puțin mai mare decât actualul județ Timiș, împărțită în 3 raioane: Deta, Sânnicolau Mare și Timișoara. În 1952 regiunea Timișoara s-a extins, înglobând regiunea Severin și alte teritorii, iar în 1956 i-a fost adăugată partea de sud a regiunii Arad.

## Populație
La recensămânul din 1956 au fost numărate 1.195.871 persoane, din care:
- 768.650 români
- 173.733 germani (marea majoritate șvabi bănățeni)
- 148.427 maghiari
- 044.483 sârbi și croați
- 012.990 evrei
- 009.350 bulgari (bulgari bănățeni)
- 004.825 ucraineni (îndeosebi ruteni bănățeni)

## Vecinii regiunii Timișoara
Regiunea Timișoara se învecina:
- (1950 - 1952): la est cu regiunea Hunedoara, la sud cu regiunea Severin, la vest cu Republica Socialistă Federativă Iugoslavia și Republica Populară Ungară, iar la nord cu regiunea Arad.
- (1952 - 1960): la est cu regiunile Hunedoara și Craiova, la sud și la vest cu Republica Socialistă Federativă Iugoslavia, iar la nord cu regiunea Arad (din 1956 cu regiunea Oradea).

## Raioanele Regiunii Timișoara
Între 1952 și 1956, regiunea Timișoara includea 9 raioane: Almaș (Mehadia), Caransebeș, Deta, Făget, Lugoj, Moldova Nouă, Oravița, Reșița și Timișoara. 
Între 1956 și 1960, regiunea Timișoara cuprindea 15 raioane: Arad, Bozovici, Caransebeș, Ciacova, Făget, Gătaia, Jimbolia, Lipova, Moldova Nouă, Oravița, Orșova, Pecica, Reșița, Sânnicolau Mare și Timișoara.